# Мадридская конференция (1991)
Мадридская мирная конференция при участии представителей Израиля, палестинцев и арабских стран проходила с 30 октября по 1 ноября 1991 года по совместной инициативе США и СССР, с ООН в качестве наблюдателя. Целью конференции было достижение в течение года соглашений о временном урегулировании арабо-израильского конфликта, в частности, соглашений о палестинском самоуправлении, а в течение пяти лет — соглашений о постоянном урегулировании на основе Резолюции 242 и Резолюции 338 Совета Безопасности ООН. Конференция не достигла желаемых результатов, но вскоре после неё были начаты тайные двусторонние израильско-палестинские переговоры, приведшие к подписанию соглашений в Осло.

## Подготовка конференции
После окончания войны в Персидском заливе и освобождения Кувейта от иракской оккупации в феврале 1991 года администрация президента США Джорджа Буша начала интенсивную подготовку к арабо-израильским мирным переговорам. В выступлении перед Конгрессом 6 марта президент Буш заявил, что рассматривает окончание войны как открывающее перспективы к заключению мира между Израилем и арабскими странами, «впервые в истории выступившими против общего агрессора». Буш подчеркнул, что тактика террора не может принести результата и что дипломатия является единственной опцией. За восемь месяцев, начиная с марта 1991 года, регион многократно посещал госсекретарь Джеймс Бейкер. В рамках этих визитов были выработаны некоторые предварительные условия, в частности, что переговоры будут многосторонними (вопреки желанию Израиля вести переговоры с отдельными арабскими странами в расчёте на более лёгкое их продвижение) и что палестинцев не будет представлять на них Организация освобождения Палестины (в соответствии с требованием Израиля, представители палестинцев были выбраны из числа лиц, регулярно проживающих на Западном берегу Иордана и в секторе Газа, хотя в реальности делегация поддерживала постоянный контакт с ООП через неофициальный «координационный комитет» в Мадриде, среди шести членов которого были видные деятели ООП Ханан Ашрауи и Фейсал Хусейни, а также идеолог Первой интифады Сари Нусейбе). В этой челночной дипломатии активно участвовал также министр иностранных дел СССР (до 28 августа 1991) Александр Бессмертных, в частности, ставший первым советским министром иностранных дел в истории, посетившим Израиль.

### Приглашение на конференцию
Предполагаемым участникам конференции было разослано приглашение от имени руководства США и СССР. В приглашении говорилось:

После крупномасштабных консультаций с арабскими государствами, Израилем и палестинцами, Соединённые Штаты и Советский Союз пришли к выводу о существовании исторической возможности для продвижения к полноценному миру в регионе. Соединённые Штаты и Советский Союз готовы помочь сторонам в достижении справедливого, долгосрочного и всеобъемлющего мирного соглашения с помощью прямых переговоров, основывающихся на Резолюциях 242 и 338 Совета Безопасности ООН, по двум направлениям: между Израилем и арабскими странами и между Израилем и палестинцами… С этой целью [достижение полноценного мира] Соединённые Штаты и Советский Союз приглашают вас на мирную конференцию, которая пройдёт при их совместной поддержке и после которой немедленно начнутся прямые переговоры.

Далее в приглашении указывалось, что представительство на конференции должно быть на уровне министров. Предполагалось, что прямые переговоры должны начаться через четыре дня после начала конференции, а через две недели начнутся многосторонние переговоры о статусе водных ресурсах, проблеме беженцев, экономическом развитии, экологии и других темах, представляющих общий интерес для участников. К участию приглашались Израиль, Иордания, Сирия и Ливан. Палестинцы должны были быть представлены совместной делегацией с Иорданией. Представитель Европейского Союза должен был стать сопредседателем конференции, на которую также были приглашены представители Египта, ООН и ССАГПЗ (последние два в качестве наблюдателей).
В приглашении было подчёркнуто, что организаторы конференции не уполномочены навязывать её участникам какие-либо решения и что она является подготовительным этапом для двусторонних переговоров, которые за год, как предполагалось, должны привести к промежуточному соглашению о палестинском самоуправлении, а за пять лет к окончательному урегулированию в рамках Резолюций 242 и 338 СБ ООН.
Приглашение было подписано госсекретарём США Бейкером и новым министром иностранных дел СССР Борисом Панкиным.

## Ход конференции

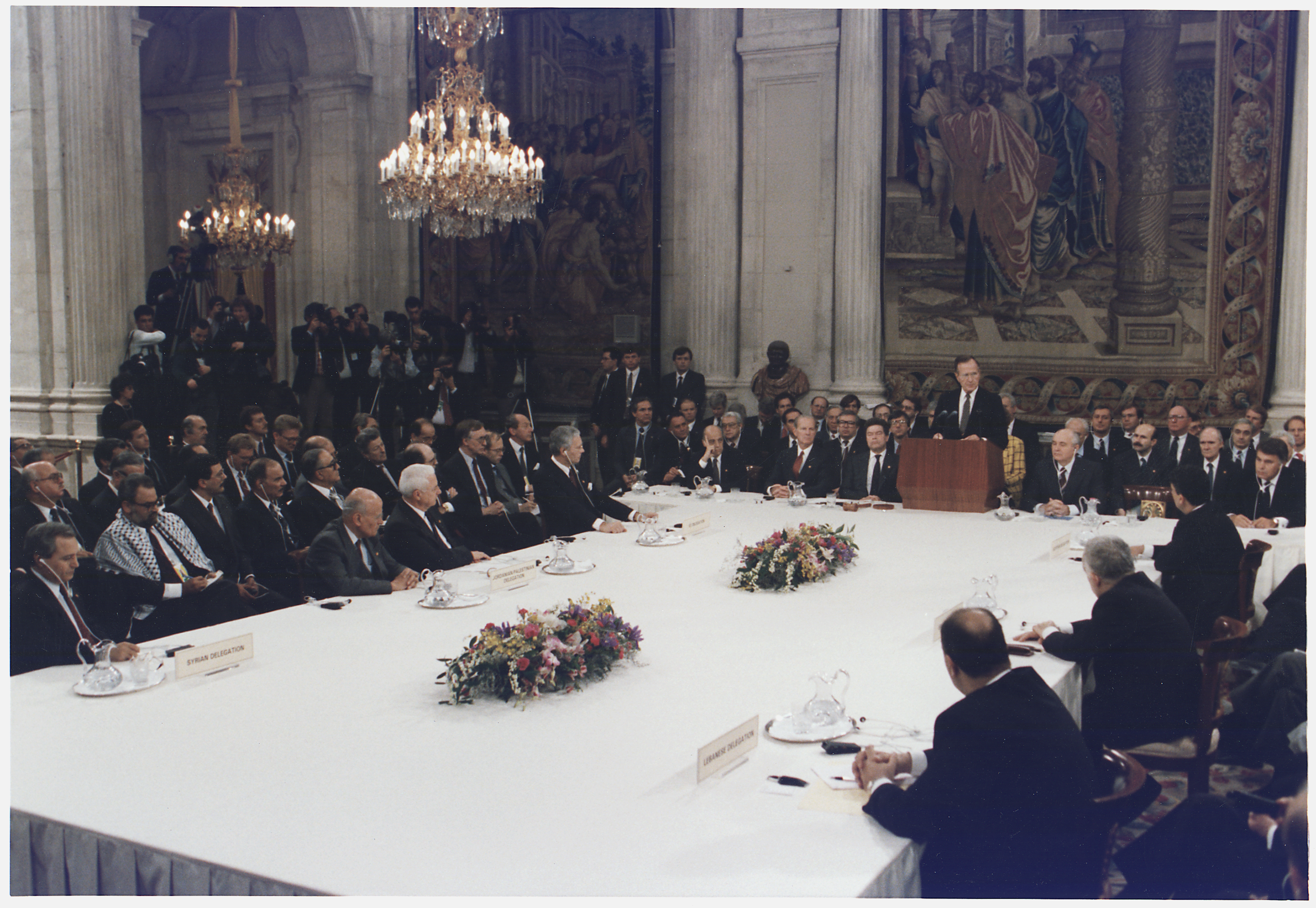
Президент Буш выступает перед участниками конференции

В первый день конференции с речами выступили:
- премьер-министр Испании Фелипе Гонсалес
- президент США Джордж Буш
- президент СССР Михаил Горбачёв (это было последнее международное мероприятие, на котором Горбачёв выступал в качестве президента СССР[8])
- министр иностранных дел Нидерландов Ханс ван ден Брук, представляющий делегацию Европейского Союза
- министр иностранных дел Египта Амр Муса

Во второй день с речами выступили представители стран-участниц конференции:
- премьер-министр Израиля Ицхак Шамир
- министр иностранных дел Иордании Камель абу Джабер
- глава палестинской делегации Хайдар Абдель Шафии
- министр иностранных дел Ливана Фарес Буэз
- министр иностранных дел Сирии Фарук Шараа

В третий день конференции председатели делегаций, министр иностранных дел Египта, госсекретарь США, министр иностранных дел СССР и министр иностранных дел Нидерландов выступили с заключительными речами.
Часть речей была выдержана в агрессивном тоне: в частности, в своей заключительной речи Ицхак Шамир обвинил Сирию в оказании покровительства террористическим организациям и угнетении местной еврейской общины, а Фарук Шараа обвинил Израиль и лично премьер-министра Шамира в терроризме и подстрекательстве экстремистов к покушению на святыни ислама и заявил, что список преступлений Израиля может занять целые тома и для него не хватит места в пятнадцатиминутной речи.

## Итоги конференции и дальнейшие события
Исследователи сходятся в том, что Мадридская конференция, хотя и не принесла прямых практических результатов, имела значение, поскольку именно на ней все стороны фактически согласились с принципом «территории в обмен на мир» (или, как его определяет палестинский политик Мунтасер Абу Зейд, «справедливость в обмен на безопасность»), заложенном в Резолюциях Совета безопасности ООН 242 и 338, в противовес позиции правительства Шамира, которую можно охарактеризовать как «мир в обмен на мир», а арабские страны, вслед за Египтом, согласились вести прямые переговоры с Израилем, тем самым признав в еврейском государстве равного партнёра.
После завершения конференции, 3 ноября, начались прямые двусторонние переговоры между Израилем и соседними арабскими государствами. В общей сложности в Вашингтоне было проведено свыше 12 раундов переговоров, причём первый из них ушёл на выяснение вопроса о том, должны ли палестинцы быть представлены самостоятельной делегацией; многие из последующих раундов также были посвящены процедурным вопросам и обмену взаимоисключающими меморандумами. Наибольший прогресс был достигнут на израильско-иорданских двусторонних переговорах, завершившихся подписанием мирного договора в 1994 году, уже после заключения соглашений Осло между Израилем и палестинцами.
В январе 1992 года в Москве начались многосторонние переговоры по ключевым вопросам, касающимся всего региона: водным ресурсам и экологии, проблеме беженцев, контролю за вооружениями, аспектам регионального экономического развития. Каждой темой занимался отдельный международный форум. Многосторонние переговоры, проходившие на различных площадках (Оттава, Вена, Брюссель), продолжались до середины 1993 года и потом были возобновлены в 2000 году в новом формате.